# Охтирська ТЕЦ
Охтирська ТЕЦ — теплоелектроцентраль, що забезпечує підприємства й жителів міста Охтирка електричною й тепловою енергією.

## Історія
Перша черга теплоцентралі з турбогенератором потужністю 6 МВт була введена в 1959 році. Другий турбогенератор потужністю 6 МВт був уведений у 1960 році. ТЕЦ була увімкнена на паралельну роботу з державною електричною системою в 1964 році.
У 2009 році на Охтирський ТЕЦ встановлено нову, третю турбіну з паровим котлом потужністю 85 ГКал/год.
Паливом для ТЕЦ є газ й мазут. Велася співпраця з нафтовиками, які вже майже 50 років добувають чорне золото на землях Охтирщини.
За 1960—2010 рр. роботи електростанції вироблено 3446 млн кВт·год електричної енергії та 7,2 млн Гкал теплової енергії.
Працівники централі обслуговують 55 км трубопроводів, якими йде тепло до 9,5 тис. абонентів, установ, підприємств, шкіл та дошкільних закладів.
З 1 січня 1998 року станція передана на 20-річний термін в оренду АТ «Правекс-Брок», дочірньому підприємству концерну «Правекс».
2016 року право власності на ТЕЦ було оформлене за державою. 2021 року уряд вирішив передати ТЕЦ до комунальної власності.

## Охтирська ТЕЦ під час боїв за Охтирку
3 березня 2022 року ТЕЦ була зруйнована двома російськими авіабомбами під час боїв за Охтирку, після чого місто залишилося без опалення та електроенергії. Було повністю знищене прямим влученням машинне відділення. Загинули 5 працівників чергової зміни підприємства.

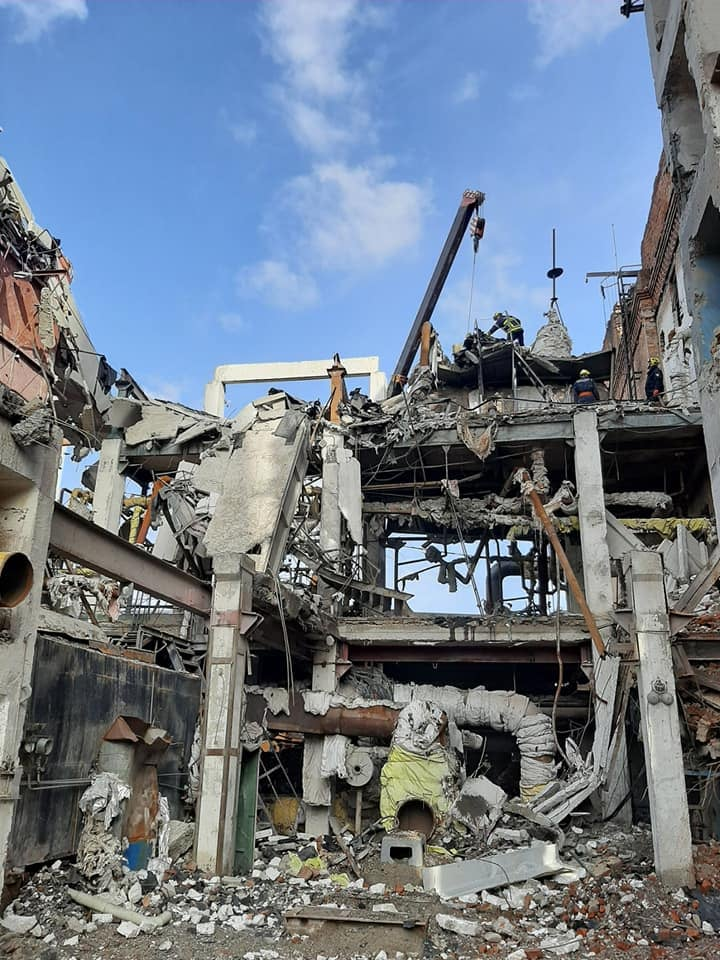
Зруйнована Охтирська ТЕЦ